# Starożuków

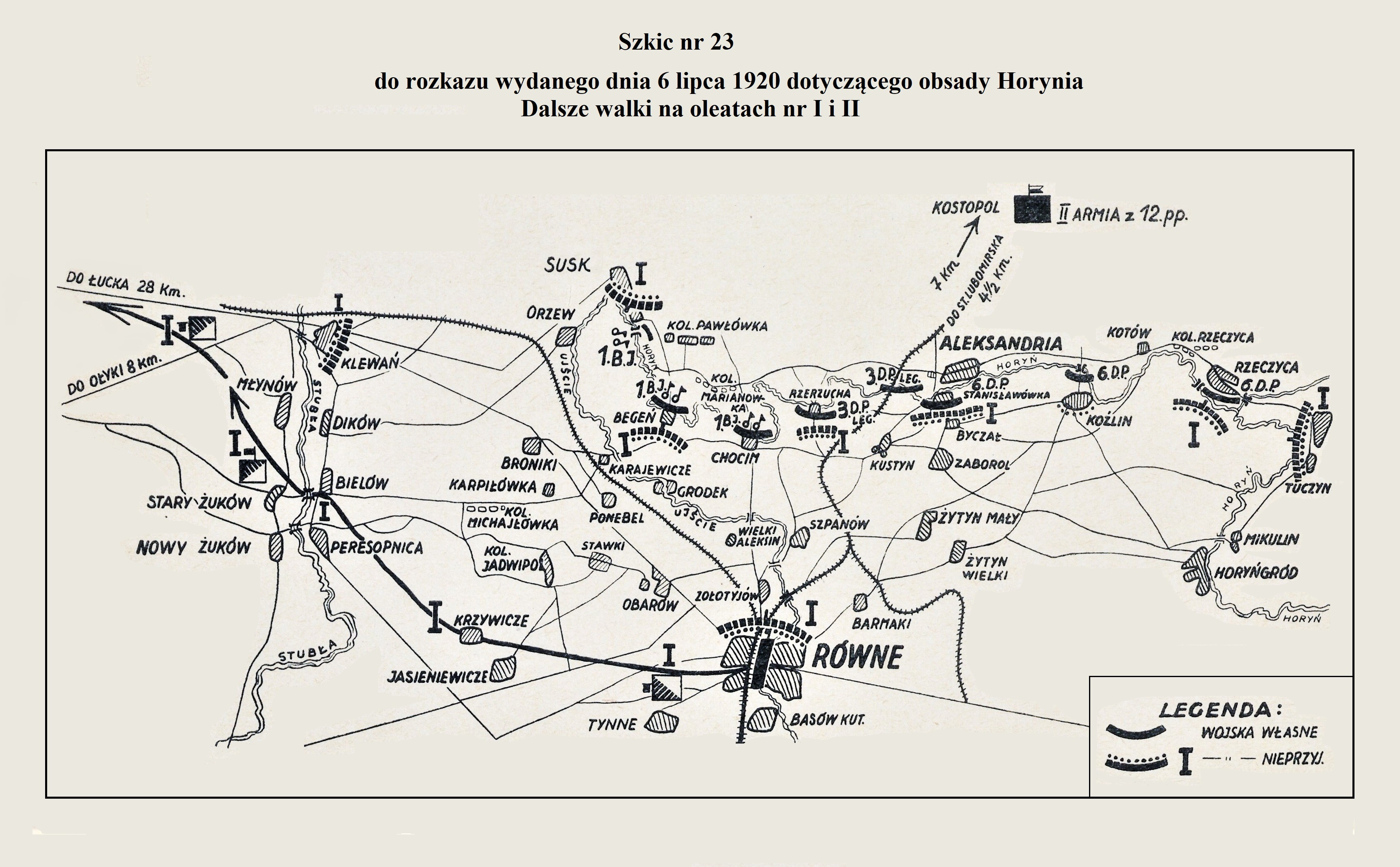
Gen. Kazimierz Raszewski, Wspomnienia z własnych przeżyć do końca roku 1920

Starożuków, Stary Żuków (ukr. Старожуків, Starożukiw) – wieś na Ukrainie, w obwodzie rówieńskim, w radzie wiejskiej Zoria. W 2001 roku liczyła 391 mieszkańców.

## Historia
Położony na Wołyniu Żuków należał w średniowieczu do dóbr królewskich. W 1516 r. Żuków został nadany Bohuszowi Bohowitywowi przez Zygmunta Starego. Następnie przeszedł w ręce Prońskich i Zbaraskich. Od 1630 r. znajdował się w składzie dóbr klewańskich rodu Czartoryskich, którzy tytułowali się książętami na Klewaniu i Żukowie od początku XVIII w. Włość żukowska obejmowała wówczas m.in. miasteczko Żuków (Nowożuków), wieś Żuków (Starożuków) i inne.
W okresie międzywojennym w granicach II Rzeczypospolitej: powiat rówieński, gmina Klewań. W okolicach Starego Żukowa w 1920 rozgrywała się bitwa polskiej 2 Armii z armią konną Siemiona Budionnego. W 1933 na terenie Starożukowa znajdowały się 33 działki osadników wojskowych.

## Zabytki
- zamek[3] gotycki, którego resztki odnaleźć można do dziś.
- drewniana cerkiew pod wezwaniem św. Michała.